# Dąbie (gromada w powiecie łukowskim)
Dąbie – dawna gromada, czyli najmniejsza jednostka podziału terytorialnego Polskiej Rzeczypospolitej Ludowej w latach 1954–1972.
Gromady, z gromadzkimi radami narodowymi (GRN) jako organami władzy najniższego stopnia na wsi, funkcjonowały od reformy reorganizującej administrację wiejską przeprowadzonej jesienią 1954 do momentu ich zniesienia z dniem 1 stycznia 1973, tym samym wypierając organizację gminną w latach 1954–1972.
Gromadę Dąbie z siedzibą GRN w Dąbiu utworzono – jako jedną z 8759 gromad na obszarze Polski – w powiecie łukowskim w woj. lubelskim na mocy uchwały nr 13 WRN w Lublinie z dnia 5 października 1954. W skład jednostki weszły obszary dotychczasowych gromad Dąbie, Żdżary i Jagodne ze zniesionej gminy Dąbie w tymże powiecie. Dla gromady ustalono 12 członków gromadzkiej rady narodowej.
1 stycznia 1960 z gromady Dąbie wyłączono leśnictwa Gręzówka, Jagodne i Dąbrówka o powierzchni 4116,70 ha, włączając ich obszar do gromady Gręzówka w tymże powiecie, po czym gromadę Dąbie zniesiono, włączając jej (pozostały) obszar do gromady Sieńciaszka w tymże powiecie.